# Tiffany Fallon
Tiffany Fallon (* 1. Mai 1974 in Fort Lauderdale, Florida) ist ein US-amerikanisches Fotomodell und ehemalige Cheerleaderin der Atlanta Falcons. 2004 war sie in der Dezemberausgabe des US-Playboys abgebildet; später wurde sie zum Playmate des Jahres 2004 gewählt.

## Leben
2001 wurde Fallon zur Miss Georgia gekürt.
Mit 31 Jahren war sie, nach Kathy Shower (1986), das zweitälteste Playmate, das Playmate of the Year wurde.
Fallon spielte im Musikvideo Who’s your daddy von Toby Keith und war in einigen Filmproduktionen wie 2018 The Competition, dem Weihnachtsfilm Unser größter Weihnachtswunsch oder auch  2020 in der Serie Velvet Prozak zu sehen.
Fallon ist mit Joe Don Rooney von der US-amerikanischen Country-Band Rascal Flatts verheiratet.